# Ulf Sandström (Eishockeyspieler)
Ulf Hendry Sandström (* 24. April 1967 in Stockholm) ist ein ehemaliger schwedischer Eishockeyspieler. 

## Karriere
Ulf Sandström begann seine Karriere als Eishockeyspieler bei MODO Hockey, für dessen Profimannschaft er von 1986 bis 1990 in der Elitserien, der höchsten schwedischen Spielklasse, aktiv war. Anschließend verbrachte der Flügelspieler zwei Jahre bei dessen Ligarivalen Luleå HF. Von 1993 bis 1996 stand er für den Bodens IK in der zweitklassigen Division 1 auf dem Eis. Zur Saison 1996/97 wechselte er in die finnische SM-liiga, in der er zunächst für KalPa Kuopio und anschließend Tappara Tampere spielte. In der Saison 1997/98 trat er für den Bodens IK in der Division 1 an, ehe er seine Karriere im Alter von 31 Jahren beendete. 

### International
Für Schweden nahm Sandström im Juniorenbereich an der U18-Junioren-Europameisterschaft 1985 sowie der U20-Junioren-Weltmeisterschaft 1987 teil. Bei der U18-EM 1985 gewann er mit seiner Mannschaft die Gold-, bei der U20-WM 1987 die Bronzemedaille. Im Seniorenbereich stand er im Aufgebot seines Landes bei den Olympischen Winterspielen 1988 in Calgary, bei denen er mit Schweden die Bronzemedaille gewann. 

## Erfolge und Auszeichnungen
- 1985 Goldmedaille bei den U18-Junioren-Europameisterschaft
- 1987 Bronzemedaille bei der U20-Junioren-Weltmeisterschaft
- 1988 Bronzemedaille bei den Olympischen Winterspielen